# Acacia subtilinervis
Acacia subtilinervis é uma espécie de leguminosa do gênero Acacia, pertencente à família Fabaceae.